# العين والإبرة دراسة في ألف ليلة وليلة
العين والإبرة دراسات في "ألف ليلة وليلة" كتاب للناقد عبد الفتاح كيليطو، صدر له باللغة الفرنسية سنة 1992 عن منشورات LA Découverte بباريس، وصدر بالعربية سنة 1996 عن دار الفنك بالدار البيضاء، ترجمة مصطفى النحال ومراجعة محمد برادة، وهي النسخة المعتمدة في هذه المقالة.العين وهو كتاب نقدي يقع في حوالي 160صفحة. ينتمي العمل إلى جنس الدراسات التأويلية، ويركّز على تحليل البنية السردية لحكايات ألف ليلة وليلة من خلال أسئلة تتعلق بالقراءة، الشفوية، والكتابة، مع إبراز ثنائية "العين" (الرؤية/القارئ)) و"الإبرة" (الحياكة/السرد).

## فصول الكتاب
الفصل الأول: مدخل إلى السرد والشفوية
يتناول هذا الفصل العلاقة بين الحكي الشفوي والكتابة، موضحًا كيف أن الحكاية الشفوية هي المرحلة الأولى التي تسبق الكتابة، والتي تعتمد على الذاكرة والتناقل. يشير كيليطو إلى أن الحكي الشفوي يفتقد البُعد التأويلي العميق الذي تمنحه الكتابة، ولكنه يشكل الأساس الذي يبنى عليه النص المكتوب.
الفصل الثاني: ثنائية العين والإبرة في الحكي
يشرح كيليطو ثنائية "العين" و"الإبرة" كرمزين أساسيين في السرد: العين تمثل الرؤية والقارئ، والإبرة تعبر عن حياكة الحكاية وسردها. يركز على كيف أن هذه الثنائية تساعد في فهم التفاعل بين القارئ والنص، وتبرز تعدد الأصوات داخل الحكاية.
الفصل الثالث: الفضول المعرفي و«الكتاب القاتل»
يتناول الفصل خطر الفضول المعرفي الذي قد يؤدي إلى نتائج مدمرة كما يظهر في قصة "الكتاب القاتل". يشير كيليطو إلى أن الرغبة في المعرفة يمكن أن تتحول إلى تهديد للنفس، ويفسر هذه الظاهرة في سياق السرد العربي الشعبي.
الفصل الرابع: الحكاية المكتوبة وتأويلها
يبرز كيليطو في هذا الفصل كيف أن الحكاية المكتوبة تتجاوز كونها مجرد تسلية لتكتسب أبعادًا تأويلية عميقة. يشرح أن الكتابة تحول النص إلى مادة قابلة للتأويل والتفسير المتعدد، مما يجعل القارئ مشاركًا فعّالًا في إنتاج المعنى.
الفصل الخامس: تعدد الأصوات والانفتاح على التأويل
يناقش الفصل كيف أن تعدد الأصوات داخل النص يفتح الباب أمام قراءات متعددة ومتنوعة، معززًا الانفتاح على التأويل. يشيد كيليطو بهذه الظاهرة باعتبارها من أهم خصائص السرد العربي، مما يمنح النص الحيوية والديناميكية.
الفصل السادس: الحكي والكتابة في إطار التأويل الحديث
يستعرض الفصل السادس العلاقة المعقدة بين الحكي الشفوي والكتابة في سياق التأويل الحديث، حيث يؤكد كيليطو على أن الكتابة لا تلغي الشفوية بل تتكامل معها، وتفتح آفاقًا جديدة لفهم النصوص السردية. كما يناقش كيف أن التداخل بين العين (الرؤية) والإبرة (الحياكة) يساهم في بناء نص متعدد الأبعاد قادر على التعبير عن الواقع الثقافي والاجتماعي عبر أزمنة مختلفة. وينهي الفصل بالتأكيد على أهمية إعادة قراءة التراث بأساليب نقدية معاصرة تتيح للحكايات الشعبية أن تبقى حية ومتجددة.

## الاستقبال النقدي
حظي كتاب "العين والإبرة: دراسات في ألف ليلة وليلة" لعبد الفتاح كيليطو باهتمام نقدي واسع في الأوساط الأكاديمية العربية والغربية منذ صدوره عام 1996. اعتبر النقاد الكتاب نقطة تحول في دراسة الحكايات الشعبية، وخاصة ألف ليلة وليلة، لما تضمنه من قراءة تأويلية جديدة تعتمد على الجمع بين التحليل السردي والتفكيك البنيوي.
أشاد النقاد بقدرة كيليطو على تسليط الضوء على التوتر الدائم بين الحكي الشفوي والكتابة، حيث يرى في الحكاية المكتوبة نصًا متعدد الأبعاد يتطلب قارئًا فاعلًا وليس مستمعًا سلبيًا فقط. ويركز على أهمية "العين" (كمتلقي يرى) و"الإبرة" (كمكتوب يُحاك) في بناء المعنى، مما يفتح المجال أمام تأويلات متعددة للنصوص.
وصفت بعض الدراسات الكتاب بأنه "إعادة اختراع" للحكاية التقليدية عبر قراءة نقدية تسمح بفهم أعمق لألف ليلة وليلة، وتجديد الحوارات حول مفهوم الأصالة والحداثة في التراث العربي. كما أشاد النقاد بأسلوب كيليطو الذي يمزج بين اللغة الأكاديمية والكتابة الأدبية، مما يجعل نصه نقدًا أدبيًا قائمًا بذاته.
وأشار بعض النقاد إلى أن كتاب "العين والإبرة" أثّر بشكل ملموس على الدراسات اللاحقة في مجالات السرديات والأدب المقارن، وخاصة في كيفية التعامل مع النصوص التراثية بصيغة تأويلية تعيد وضعها ضمن إطار جدوأشار بعض النقاد إلى أن كتاب "العين والإبرة" أثّر بشكل ملموس على الدراسات اللاحقة في مجالات السرديات والأدب المقارن، وخاصة في كيفية التعامل مع النصوص التراثية بصيغة تأويلية تعيد وضعها ضمن إطار جديد.